# Myrmochanes
Genre
Myrmochanes est un genre monotypique de passereaux de la famille des Thamnophilidés.

## Liste des espèces
Selon la classification de référence du Congrès ornithologique international (version 6.4, 2016) :
- Myrmochanes hemileucus — Alapi noir et blanc, Fourmilier à ventre blanc (Sclater, PL & Salvin, 1866)